# Dace Melbārde
Dace Melbārde (Riga -aleshores Unió Soviètica-, 3 d'abril de 1971) és una política letona. Fou ministra de Cultura de Letònia des del 31 d'octubre del 2013 fins al 18 de juny del 2019, quan deixà el càrrec per esdevenir eurodiputada.
Va estudiar a la facultat de Filosofia i Història de la Universitat de Letònia, té el doctorat en administració pública i arts. Va ser Secretària d'Estat del Ministeri de Cultura i directora del Centre nacional letó de la cultura. Del 1999 al 2004 va ser nomenada Secretària General de la Comissió Nacional Letònia per a la UNESCO.
Ha rebut diversos premis, com el Premi Spidola de la National Cultural Foundation per l'excel·lència en la gestió de la cultura el 2005 i també el premi del Ministeri d'Afers Exteriors de la República de Letònia pels èxits en la construcció de l'estat letó el 2002.